# キョウチクトウ
キョウチクトウ（夾竹桃、学名: Nerium oleander var. indicum）は、キョウチクトウ科キョウチクトウ属の常緑低木もしくは常緑小高木。庭園樹や街路樹に使われるが、中毒事例がある危険な有毒植物としても知られており、強力な毒成分（強心配糖体のオレアンドリンなど）が含まれ、キョウチクトウを植えた周りの土壌や燃やして出た煙にも毒性が残る（参照：#毒性、#薬用）。約5000種が熱帯に広く分布する。

## 名称
中国名は夾竹桃。和名のキョウチクトウは、漢名の「夾竹桃」を音読みにしたのが語源で、漢名は葉がタケのように細く似ていること、花がモモに似ていると中国人が思ったことに由来する。属名の Nerium は、ギリシア語で「湿った」を意味し、この木が湿気を好むと考えられたことに由来し、もともとは近縁のセイヨウキョウチクトウ（学名: N. oleander）が湿地に生えることからきている。

## 歴史
地中海沿岸地域や中東、南アジアが原産とされている。
その歴史は古く、夾竹桃は古代エジプトやギリシャ、ローマ時代から観賞用植物として栽培されていた。特に地中海地域では、庭園や公共の場でその美しい花（ピンク、白、赤など）が愛され、装飾として広く使われた。
古代インドやペルシャでも薬用や儀式用として使われた記録があるが、毒性の強さから慎重に扱われた。たとえば、アーユルヴェーダでは特定の部位を極微量で薬として使用した例があるが、誤用による中毒リスクも認識されていた。
ギリシャ神話や文献では、夾竹桃は「美と危険」を象徴する植物として扱われることがあり、毒草としての認識も広まっていた。
中世ヨーロッパでは、夾竹桃の毒性が知られるようになり、誤食や誤用による事故が記録されている。一方で、その耐乾性や美しさから、庭園植物としての人気は衰えず、植民地時代にヨーロッパから南北アメリカ、アジア、オーストラリアなどに広がった。
19世紀には、夾竹桃が熱帯・亜熱帯地域で一般的な庭木や街路樹として定着。
特に日本では、江戸時代後期にオランダ経由で導入されたとされ、観賞用や防風林として栽培されるようになった。

## 分布
インド原産。日本へは、中国を経て江戸時代中期の享保年間（1716 - 1736年）、あるいは寛政年間（1789 - 1801年）に渡来したといわれる。暑さや乾燥に強く、世界中では乾燥地で繁茂していて、大面積を占有して大きな藪をつくる。原産のインドでは、河原や道路脇などに生えている。

## 特徴
常緑広葉樹の低木。高さは数メートルになり、枝分かれが多い。葉は互生あるいは3枚が輪生し、針状の葉が重なり合って枝を覆うように生える。葉身は細長く光沢のある長楕円形で、両端がとがった形で厚い。葉の裏面には細かいくぼみがあり、気孔はその内側に開く。
花は、熱帯地域ではほとんど一年中咲くが、日本では夏期の6 - 9月ごろに開花する。花弁は基部が筒状、その先端で平らに開いて五弁に分かれ、それぞれがややプロペラ状に曲がる。花色は淡紅色がふつうだが、紅色、黄色、白など多数の園芸品種があり、八重咲きや大輪咲きの種もある。数少ない夏の花木で、園芸種の数も多い。
日本では適切な花粉媒介者がいなかったり、挿し木で繁殖したクローンばかりということもあって、受粉に成功して果実が実ることはあまりないが、ごくまれに果実が実る。果実は細長い袋状で、熟すると縦に割れ、中からは長い褐色の綿毛を持った種子が出てくる。

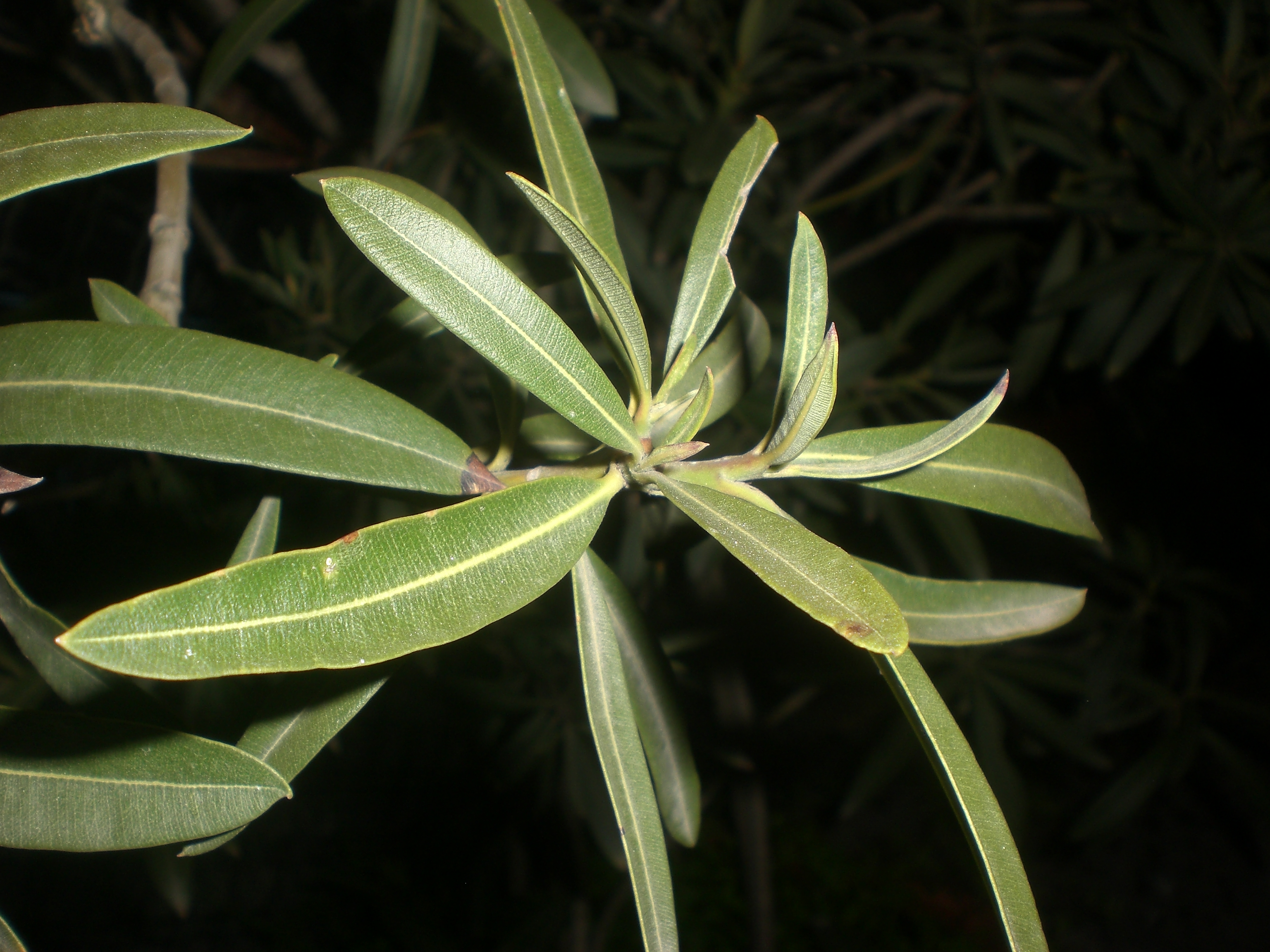
葉
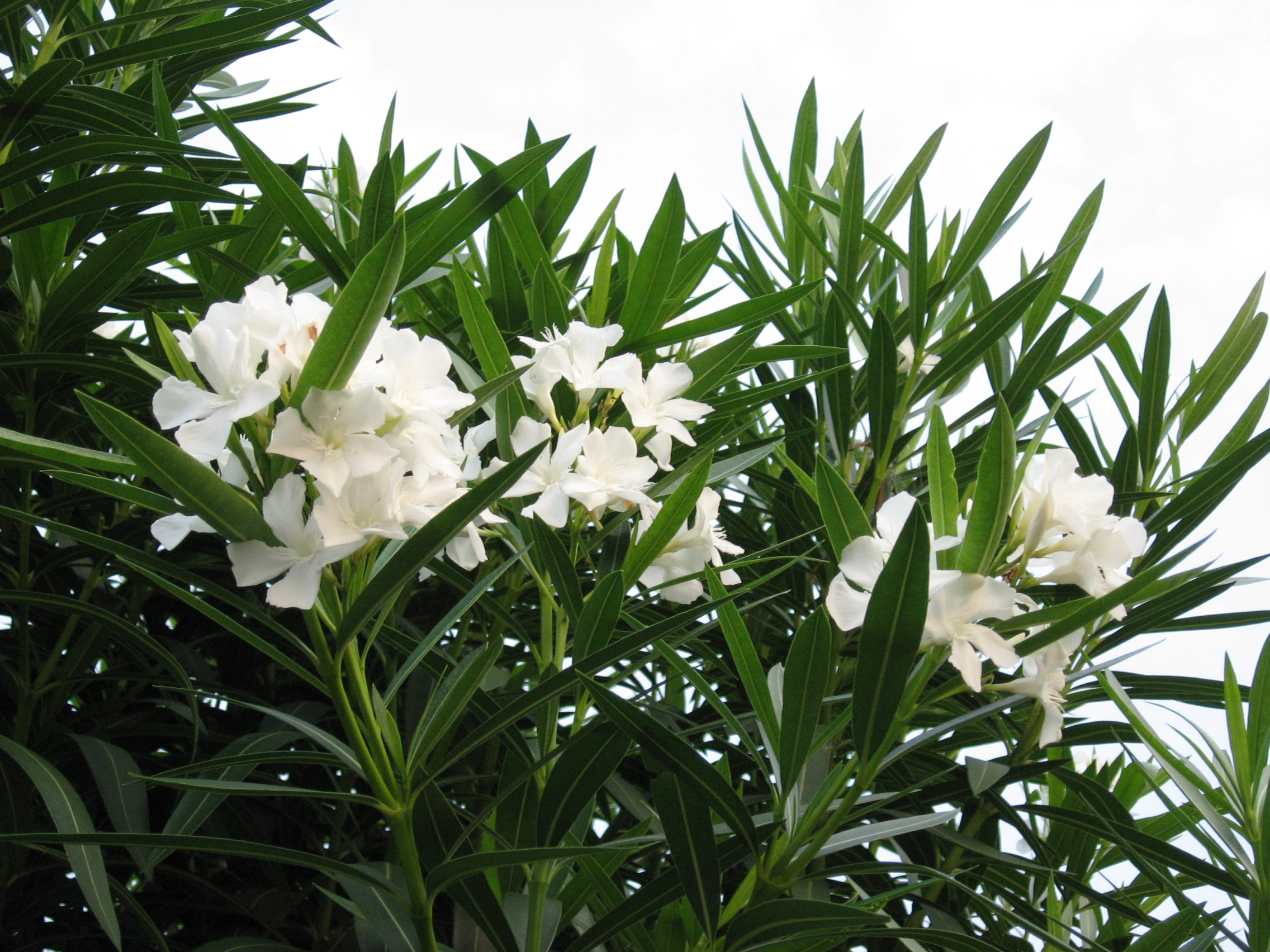
白花
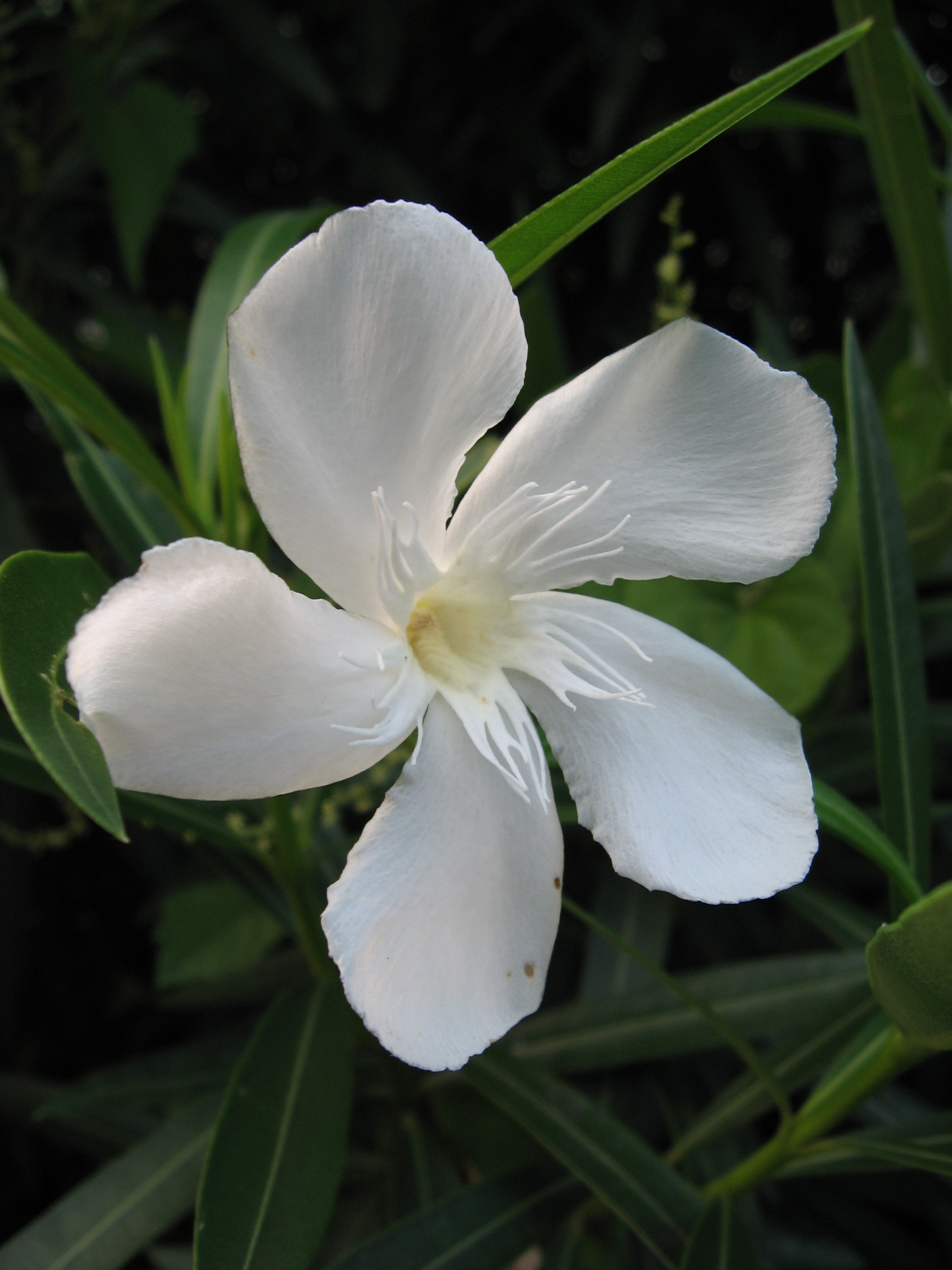
白花は一重咲き、桃色は八重咲きが多い。
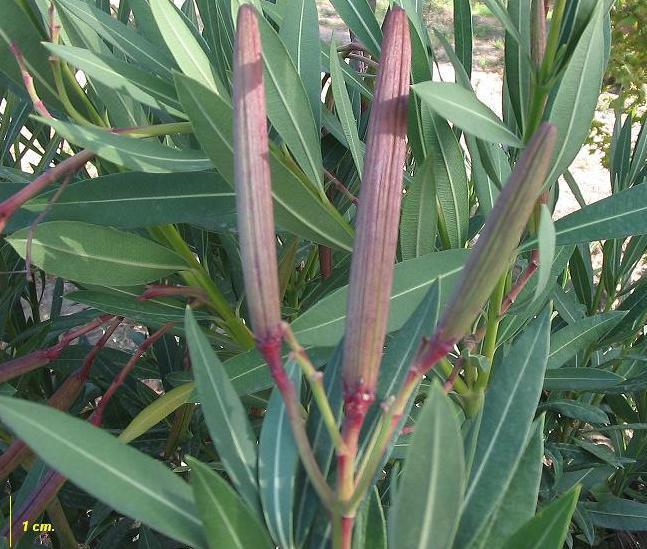
果実
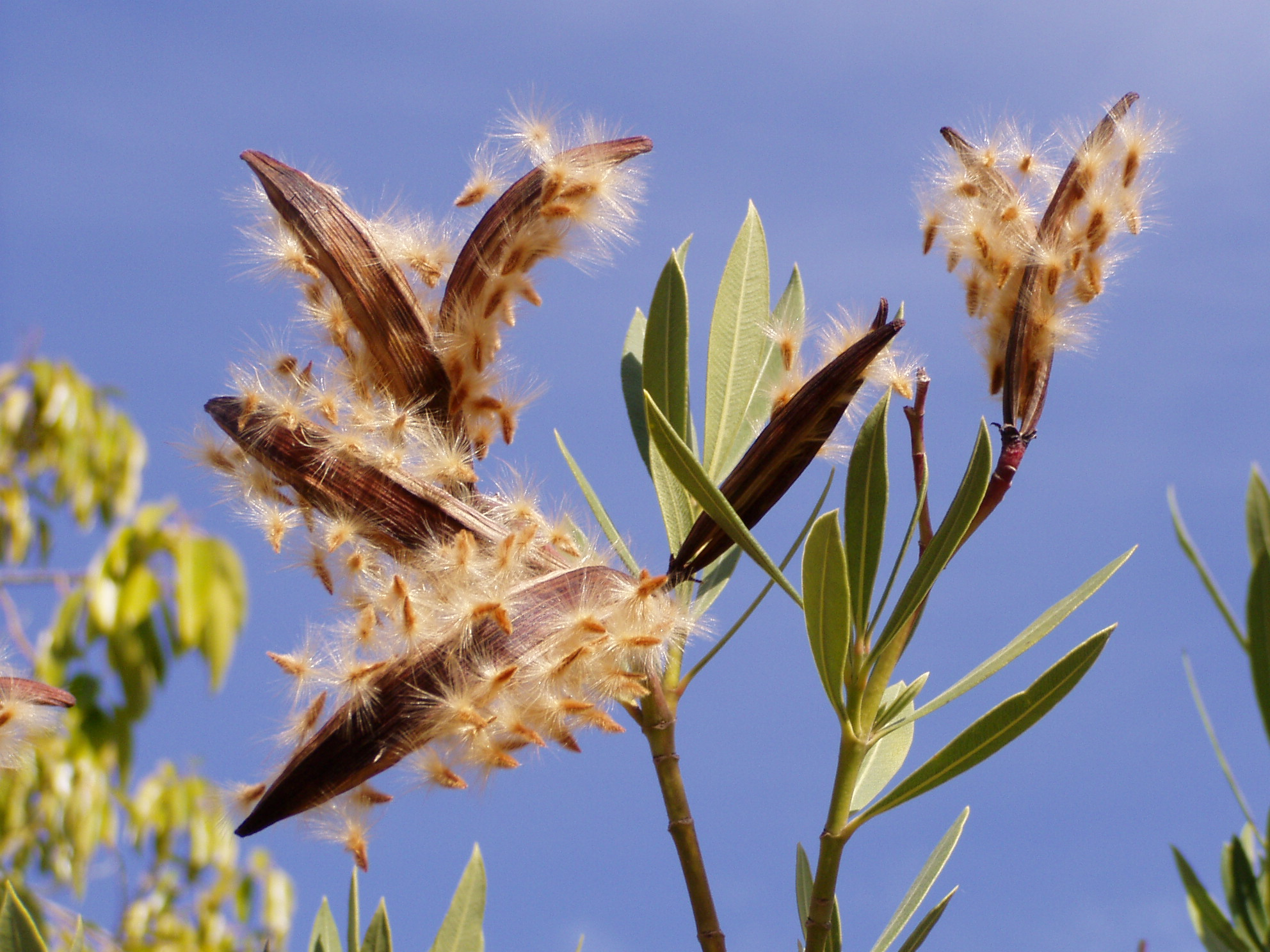
種子

枝を折ったときに出る白い汁は有毒である。有毒な防御物質を持つため、食害する昆虫は少ないが、日本では鮮やかな黄色のキョウチクトウアブラムシが、新しく伸びた枝に寄生し、また、新芽やつぼみをシロマダラノメイガの幼虫が、糸で綴って内部を食べる。九州の一部や南西諸島では、キョウチクトウスズメ（スズメガ科）の幼虫が、葉を食べて育つ。

## 毒性
キョウチクトウは優れた園芸植物ではあるが、強い経口毒性があり、野外活動の際に調理に用いたり、家畜が食べたりしないよう注意が必要である。花、葉、枝、根、果実すべての部分と、周辺の土壌にも毒性がある。生木を燃やした煙も有毒であり、毒成分は強心配糖体のオレアンドリンなど（#薬用も参照）。腐葉土にしても1年間は毒性が残るため、腐葉土にする際にも注意を要する。
中毒症状は、嘔気・嘔吐（100%）、四肢脱力（84%）、倦怠感（83%）、下痢（77%）、非回転性めまい（66%）、腹痛（57%）などである。治療法はジギタリス中毒と同様である。
古代インドでは、キョウチクトウの有毒性を利用して、堕胎や自殺に用いられた。

### 中毒事例
- 日本では、1877年（明治10年）の西南戦争のときに、官軍の兵が折った枝を箸代わりに利用し、中毒した例がある[5][9][10][13]。
- フランスでキョウチクトウの枝を串焼きの串に利用して死亡者が出た例がある[10][13]。
- 1980年に、千葉県の農場で牛に与える飼料の中にキョウチクトウの葉が混入する事故があり、この飼料を食べた乳牛20頭が中毒をおこし、そのうちの9頭が死亡した。混入した量は、牛1頭あたり、乾いたキョウチクトウの葉約0.5g程度だったという[14]。家畜がキョウチクトウを食べることで中毒症が問題になる。致死量は乾燥葉で50mg/kg（牛、経口）という報告がある[15][16]。
- 福岡市では、2009年12月、「毒性が強い」として市立学校に栽植されているキョウチクトウを伐採する方針を打ち出した[17]が、間もなく撤回している[18]。
- 2017年、香川県高松市内の小学校の校庭に植えられたキョウチクトウの葉を3枚から5枚食べた2年生の児童2人が、吐き気や頭痛などの中毒症状を起こし、一時入院した[19]。

### アレルギー
- 環境省によれば、1970年に喘息の発生が報告されている[20]。

## 利用

### 植栽
乾燥や大気汚染に強いため、工業地帯や市街地緑化の街路樹などに利用される。神奈川県川崎市では、長年の公害で他の樹木が衰えたり枯死したりする中で、キョウチクトウだけはよく耐えて生育したため、現在に至るまで、同市の緑化樹として広く植栽されている。高速道路沿いの植栽でもよく見られ、米国カリフォルニア州のヨセミテ国立公園から州都サクラメントまでのハイウェイの両脇には、延々とキョウチクトウが植栽されている。さらに、広島市はかつて原爆で75年間草木も生えないといわれたが、被爆焼土にいち早く花を咲かせ人々の心に希望と勇気を与えた、として原爆からの復興のシンボルとなり広島市の花に指定された。現在は、世界の恒久平和を祈念し「平和の輪」を広げるために、平和記念公園内にあるキョウチクトウを挿し木して育てたものを配付している。
燃えにくく火に強いため（防火樹）としても知られる。

### 薬用

オレアンドリン

全体に有毒であるが、葉は強心剤や利尿剤になり、麻酔にも使われる。キョウチクトウの全部位には、オレアンドリンなど様々な強心配糖体が含まれており、強心作用がある。ほかに利尿作用もある。しかし、同種は非常に毒性が強いため、素人は処方すべきでない。
オレアンドリン（oleandrin、C32H48O9）は、キョウチクトウに含まれる強心配糖体で、分子量576.73、融点250℃、CAS登録番号は465-16-7である。ジギタリスに類似の作用を持つ。
ヒトの場合、オレアンドリンの致死量は0.30mg/kgで、青酸カリをも上回る。

## 文化

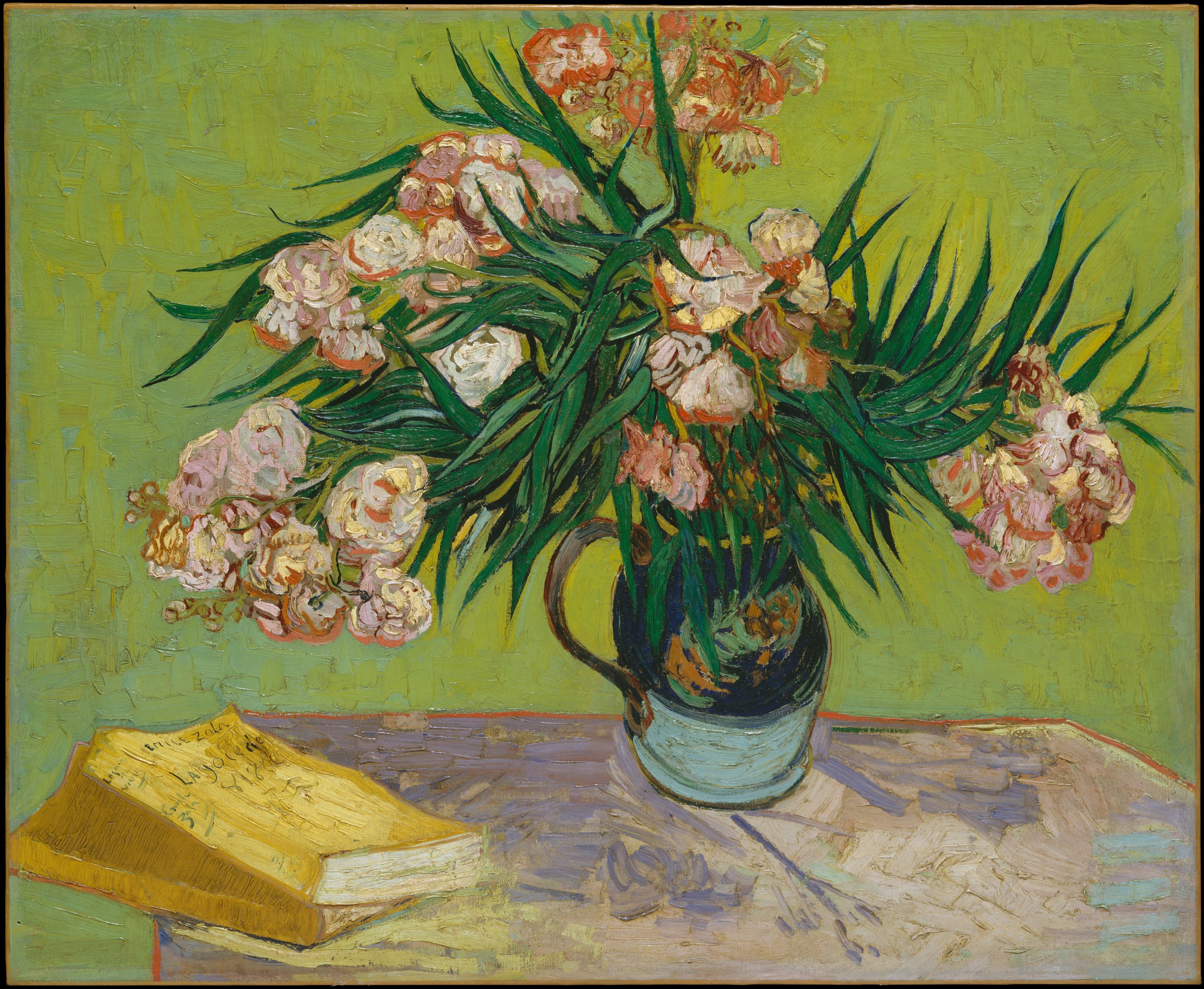
『キョウチクトウ』ゴッホ、1888年

キョウチクトウの花言葉は、「危険な愛」「用心」「油断大敵」「たくましい精神」「心の平和」とされる。

### 文学
- 『夾竹桃の家の女』中島敦 青空文庫
- 『夾竹桃忌』檀一雄

### 絵画
- 『キョウチクトウ』ヴィンセント・ファン・ゴッホ

### 楽曲
- 『夾竹桃の咲く頃』（美空ひばり）　作詞：中村メイコ、作曲：神津善行
- 『夾竹桃のうた』（反戦歌）　作詞：藤本洋、作曲：大西進
- 『軽忽な救済を待つ醜さには一片の夾竹桃を』(作者、作曲)こんにちは谷田さん
- 『夾竹桃』（牧村三枝子）　作詞：水木かおる、作曲：遠藤実

### 市町村の花・木
- 千葉県：千葉市（市の花木）、夷隅郡御宿町（町の木）
- 兵庫県：尼崎市（市の花）
- 広島県：広島市（市の花）
- 鹿児島県：鹿児島市（市の花）

このほか、長崎県佐世保市でも市の花に指定されていたが、毒性を理由として指定を取り消されている。

### スペインでの伝承
母と二人暮らしの貧しい少女が熱病で倒れた。母はあらゆる手段を尽くして娘の看病にあたったが、とうとう自分も疲れ果てて、聖ヨセフに祈った。何日も祈り続けたある日、突然部屋に光が差した。そして見知らぬ人影がみずみずしい夾竹桃の一枚を娘の胸に置き、ふっと消えてしまった。母は「聖ヨセフだわ」と思った。その後、少女は全快した。夾竹桃は別名「聖ヨセフの花」と呼ばれている。

## 近似種
日本には同属は分布していない。琉球諸島には別属のミフクラギ（別名オキナワキョウチクトウ、Cerbera manghas）が分布する。花は白くて、ややキョウチクトウに似ているが、多肉質の葉や大きな実をつけるので、印象はかなり異なる。

## キョウチクトウ属
キョウチクトウ属（キョウチクトウぞく、学名: Nerium）は、キョウチクトウ科の属の一つ。
- セイヨウキョウチクトウ Nerium oleander
  - キョウチクトウ Nerium oleander var. indicum
    - ヤエキョウチクトウ Nerium oleander var. indicum 'Plenum'